# Brunel Fucien
Brunel Fucien (Puerto Príncipe, Haití, 26 de agosto de 1984) es un futbolista haitiano. Juega de centrocampista y actualmente milita en el Aigle Noir de la Liga de fútbol de Haití. En 2005 pasó a la historia al convertirse en el primer futbolista haitiano en jugar en el fútbol de Chile, al fichar en el Cobreloa (jugó poco en ese club, pese a que fue inscrito, para la Copa Libertadores de América y el Torneo de Apertura Chileno de ese año).

## Clubes
| Club               | País      | Año           |
| ------------------ | --------- | ------------- |
| Aigle Noir         | Haití     | 2001-2004     |
| Cobreloa           | Chile     | 2005          |
| Aigle Noir         | Haití     | 2005-2010     |
| Aiglon du Lamentin | Martinica | 2011          |
| AS Capoise         | Haití     | 2012-presente |